# 小行星9310
小行星9310是一颗围绕太阳公转的小行星。1987年9月18日，亨利·德波鸿诺在拉西拉天文台发现了此天体。
这颗小行星的绝对星等为276.3381328750254等。